# Norma Cappagli
Norma Gladys Cappagli, née le 20 septembre 1939 à Buenos Aires et morte le 22 décembre 2020 dans la même ville, est un mannequin argentin, couronnée Miss Monde 1960.

## Biographie
Élue Miss Monde 1960 au Lyceum Theatre à Londres, succédant à Corine Rottschäfer, elle est la première Argentine à être Miss Monde. Par la suite elle deviendra mannequin, notamment pour Christian Dior.